# Canton de Bains-les-Bains
Le canton de Bains-les-Bains est une ancienne division administrative française, qui était située dans le département des Vosges et la région Lorraine.

## Composition
Ce canton est composé des onze communes suivantes :
| Nom                         | Code Insee | Intercommunalité             | Superficie (km2) | Population (dernière pop. légale) | Densité (hab./km2) |
| --------------------------- | ---------- | ---------------------------- | ---------------- | --------------------------------- | ------------------ |
| Bains-les-Bains (chef-lieu) | 88029      | CC du Val de Vôge            | 25,37            | 1 225 (2014)                      | 48                 |
| Fontenoy-le-Château         | 88176      | CA d'Épinal                  | 38,13            | 566 (2014)                        | 15                 |
| Grandrupt-de-Bains          | 88214      | CC Les Vosges Côté Sud-Ouest | 3,60             | 84 (2014)                         | 23                 |
| Gruey-lès-Surance           | 88221      | CA d'Épinal                  | 27,10            | 255 (2014)                        | 9,4                |
| Harsault                    | 88234      | CC du Val de Vôge            | 10,85            | 376 (2014)                        | 35                 |
| Hautmougey                  | 88235      | CC du Val de Vôge            | 7,87             | 141 (2014)                        | 18                 |
| La Haye                     | 88236      | CA d'Épinal                  | 7,34             | 116 (2014)                        | 16                 |
| Montmotier                  | 88311      | CA d'Épinal                  | 4,24             | 48 (2014)                         | 11                 |
| Trémonzey                   | 88479      | CA d'Épinal                  | 9,07             | 226 (2014)                        | 25                 |
| Vioménil                    | 88515      | CC Les Vosges Côté Sud-Ouest | 23,59            | 146 (2014)                        | 6,2                |
| Les Voivres                 | 88520      | CA d'Épinal                  | 12,81            | 328 (2014)                        | 26                 |

## Représentation

### Conseillers généraux de 1833 à 2015
| Période | Période      | Identité                          | Étiquette      | Qualité |
| ------- | ------------ | --------------------------------- | -------------- | --- |
| 1833    | 1839         | Baron Joseph Falatieu (1761-1840) |                | Maître de forges Maire de Bains-les-Bains Président du Conseil Général (1820-1821 et 1833) Député (1815-1824 et 1827-1828) |
| 1839    | 1846 (décès) | Joseph Falatieu (1781-1846)       |                | Maître de forges à Bains-les-Bains, conseiller d'arrondissement                                                            |
| 1846    | 1871         | Joseph Falatieu fils du précédent | Rép. mod.      | Maître de forges Maire de Bains-les-Bains Député (1848-1849)                                                               |
| 1871    | 1883         | Edmond Chavane (1832-1895)        | Droite         | Maître de forges |
| 1883    | 1901         | Nicolas Bailly                    | Républicain    | Médecin Maire de Bains-les-Bains (1878-1903)                                                                               |
| 1901    | 1907         | André Demazure                    | Droite         | Propriétaire forestier Maire de Bains-les-Bains (1903-1921 et 1929-1938)                                                   |
| 1907    | 1920         | Gilbert Renaud                    | Républicain    | Entrepreneur Adjoint au Maire d'Épinal (1896-1900)                                                                         |
| 1920    | 1925         | Paul Lederlin                     | Radical        | Industriel Sénateur des Vosges (1920-1927) Sénateur de la Corse (1930-1945) Maire de Thaon-les-Vosges                      |
| 1925    | 1931         | Paul Monne (1879-1948)            | Rad.           | Commerçant (fabricant de broderies) à Bains-les-Bains                                                                      |
| 1931    | 1940         | Michel Mathieu                    | Rad.           | Commerçant en broderie Premier adjoint au Maire de Fontenoy-le-Château (1929-1940), conseiller d'arrondissement            |
| 1943    | 1945         | Émile Durieux (1880-1955)         |                | Cultivateur Maire de Vioménil Nommé conseiller départemental en 1943                                                       |
| 1945    | 1958         | Camille Frénot                    | DVD            | Agent d'affaires Maire de Bains-les-Bains (1944-1961)                                                                      |
| 1958    | 1994         | Paul Didier                       | RI puis UDF-PR | Négociant Maire de La Haye (1947-1994)                                                                                     |
| 1994    | 2008         | Alain Rapin                       | RPR puis UMP   | Vétérinaire à Bains-les-Bains Conseiller général délégué à la sécurité alimentaire et aux services vétérinaires            |
| 2008    | 2015         | Frédéric Drevet                   | PS             | Vétérinaire Maire de Bains-les-Bains                                                                                       |

### Conseillers d'arrondissement (de 1833 à 1940)
Le canton de Bains-les-Bains avait deux conseillers d'arrondissement jusqu'en 1926.
| Période                                  | Période      | Identité                         | Étiquette           | Qualité |
| ---------------------------------------- | ------------ | -------------------------------- | ------------------- | --- |
| 1833                                     | 1839         | Joseph Falatieu jeune            |                     | Maitre de forges à Bains-les-Bains                                                                          |
| 1839                                     | 1845         | Charles Irroy                    |                     | Propriétaire, maire de Fontenoy-le-Château                                                                  |
| 1845                                     | 1848         | Joseph Falatieu jeune            |                     | Maitre de forges à Bains-les-Bains                                                                          |
|                                          |              |                                  |                     | |
|                                          | 1881 (décès) | Auguste Honnoré (1801-1881)      |                     | Inspecteur des contributions, maire de Fontenoy-le-Château                                                  |
|                                          |              |                                  |                     | |
|                                          | 1888 (décès) | Louis Lemaire                    |                     | Brasseur, maire de Fontenoy-le-Château                                                                      |
| 1888                                     | 1904 (décès) | Joseph Deschambenoit (1830-1904) | Républicain libéral | Industriel à La Pipée, Fontenoy-le-Château                                                                  |
| 1904                                     | 1926         | M. Thouvenot                     | Rad.                | Maire de Gruey-lès-Surance                                                                                  |
| 1910                                     | 1928         | Jules Grandmaire                 | RG                  | Propriétaire à Fontenoy-le-Château                                                                          |
| 1928                                     | 1931         | Michel Mathieu                   | Rad.                | Commerçant en broderie, premier adjoint au Maire de Fontenoy-le-Château (1929-1940)                         |
|                                          |              |                                  |                     | |
| 1934                                     | 1940         | Georges Breton                   | Républicain         | Adjoint au maire de Bains-les-Bains                                                                         |
| 1940                                     |              |                                  |                     | Les conseils d'arrondissement ont été suspendus par la loi du 12 octobre 1940 et n'ont jamais été réactivés |
| Les données manquantes sont à compléter. |              |                                  |                     | |

## Démographie
| 1962  | 1968  | 1975  | 1982  | 1990  | 1999  | 2006  | 2011  | 2012  |
| ----- | ----- | ----- | ----- | ----- | ----- | ----- | ----- | ----- |
| 5 324 | 4 939 | 4 430 | 4 155 | 3 944 | 3 838 | 3 857 | 3 680 | 3 576 |